# Cezar Drăgăniță
Cezar Drăgăniță (n. 13 februarie 1954, Arad, România) este un handbalist român, care a făcut parte din lotul echipei naționale de handbal a României, medaliată cu argint olimpic la Montreal 1976 și cu bronz olimpic la Moscova 1980.

## Distincții
- Maestru al Sportului (1976)
- Ordinul „Meritul Sportiv” clasa a II-a (18 august 1976) „pentru rezultatele deosebite obținute la Jocurile olimpice de vară de la Montreal – 1976, precum și pentru contribuția adusă la dezvoltarea activității sportive și la creșterea prestigiului sportului românesc pe plan internațional”[1]
- Maestru Emerit al Sportului (1977)
- Ordinul „Meritul Sportiv” clasa a III-a (15 aprilie 1981) „pentru rezultatele deosebite obținute la Jocurile olimpice de vară de la Moscova — 1980, precum și pentru contribuția adusă la dezvoltarea activității sportive și la creșterea prestigiului sportului românesc pe plan internațional”[2]
- Medalia Națională „Serviciul Credincios”, clasa a III-a (2000)[3]